# Coupe de Russie de football 2009-2010
Navigation
Coupe de Russie 2008-2009 Coupe de Russie 2010-2011
La Coupe de Russie 2009-2010 est la 18e édition de la Coupe de Russie depuis la dissolution de l'URSS.
Le Zénith Saint-Pétersbourg remporte la compétition face au Sibir Novossibirsk et se qualifie pour la phase de groupes de la Ligue Europa 2010-2011.
La compétition suivant un calendrier sur deux années, contrairement à celui des championnats russes qui s'inscrit sur une seule année, celle-ci se trouve de fait à cheval entre deux saisons de championnat ; ainsi pour certaines équipes promues ou reléguées durant la saison 2009, la division indiquée peut varier d'un tour à l'autre.

## Seizièmes de finale
Les clubs de première division font leur entrée à ce tour.
| Date            | Club                            | Score    | Club                          |
| --------------- | ------------------------------- | -------- | ----------------------------- |
| 15 juillet 2009 | SKA-Energia Khabarovsk (D2)     | 2 - 1    | (D1) Lokomotiv Moscou         |
| 15 juillet 2009 | Luch-Energia Vladivostok (D2)   | 3 - 0    | (D1) Saturn Ramenskoïe        |
| 15 juillet 2009 | Sibir Novossibirsk (D2)         | 1 - 0    | (D1) Kouban Krasnodar         |
| 15 juillet 2009 | FK Tcheliabinsk (D3)            | 2 - 1    | (D1) Krylia Sovetov Samara    |
| 15 juillet 2009 | Oural Iekaterinbourg (D2)       | 1 - 0    | (D1) CSKA Moscou              |
| 15 juillet 2009 | Mordovia Saransk (D3)           | 2 - 1    | (D1) Terek Grozny             |
| 15 juillet 2009 | Volga Tver (D3)                 | 4 - 3 ap | (D1) Rubin Kazan              |
| 15 juillet 2009 | Avangard Koursk (D3)            | 1 - 2    | (D1) Amkar Perm               |
| 15 juillet 2009 | Avangard Podolsk (D3)           | 4 - 2    | (D1) FK Rostov                |
| 15 juillet 2009 | Volgar-Gazprom-2 Astrakhan (D2) | 2 - 0    | (D1) Dynamo Moscou            |
| 15 juillet 2009 | Torpedo Vladimir (D3)           | 0 - 2    | (D1) Zénith Saint-Pétersbourg |
| 15 juillet 2009 | FK Nijni Novgorod (D2)          | 2 - 0 ap | (D1) Spartak Naltchik         |
| 15 juillet 2009 | Alania Vladikavkaz (D2)         | 1 - 0    | (D1) Tom Tomsk                |
| 15 juillet 2009 | FK Krasnodar (D2)               | 1 - 2    | (D1) Spartak Moscou           |
| 15 juillet 2009 | Saliout-Energia Belgorod (D2)   | 0 - 2    | (D1) FK Moscou                |
| 15 juillet 2009 | Baltika Kaliningrad (D2)        | 2 - 1    | (D1) FK Khimki                |

## Huitièmes de finale
| Date        | Locaux                        | Score              | Visiteurs                |
| ----------- | ----------------------------- | ------------------ | ------------------------ |
| 5 août 2009 | Luch-Energia Vladivostok (D2) | 2 - 1 ap           | (D2) SKA-Khabarovsk      |
| 5 août 2009 | FK Tcheliabinsk (D3)          | 0 - 2              | (D2) Mordovia Saransk    |
| 5 août 2009 | Amkar Perm (D1)               | 2 - 1              | (D3) Avangard Podolsk    |
| 5 août 2009 | Oural Iekaterinbourg (D2)     | 1 - 2              | (D2) Sibir Novossibirsk  |
| 5 août 2009 | Volga Tver (D3)               | 2 - 2 ap 4 - 2 tab | (D2) Baltika Kaliningrad |
| 5 août 2009 | Spartak Moscou (D1)           | 1 - 2              | (D1) FK Moscou           |
| 5 août 2009 | Alania Vladikavkaz (D2)       | 2 - 1 ap           | (D2) Volgar-2 Astrakhan  |
| 5 août 2009 | Zénith Saint-Pétersbourg (D1) | 2 - 1              | (D2) FK Nijni Novgorod   |

## Quarts de finale
| Date         | Locaux                        | Score         | Visiteurs                     |
| ------------ | ----------------------------- | ------------- | ----------------------------- |
|              | FK Moscou (D4)                | 0 - 3 forfait | (D1) Amkar Perm               |
| 7 avril 2010 | Mordovia Saransk (D2)         | 0 - 3         | (D1) Alania Vladikavkaz       |
| 7 avril 2010 | Sibir Novossibirsk (D1)       | 3 - 0         | (D2) Luch-Energia Vladivostok |
| 7 avril 2010 | Zénith Saint-Pétersbourg (D1) | 2 - 0         | (D3) Volga Tver               |

## Demi-finales
| Date          | Locaux                  | Score              | Visiteurs                     |
| ------------- | ----------------------- | ------------------ | ----------------------------- |
| 21 avril 2010 | Sibir Novossibirsk (D1) | 3 - 0              | (D1) Alania Vladikavkaz       |
| 21 avril 2010 | Amkar Perm (D1)         | 0 - 0 ap 2 - 4 tab | (D1) Zénith Saint-Pétersbourg |

## Finale
| ·                 |                       |     |
| Titulaires :      |                       |     |
|                   |                       |     |
| 16                | Viatcheslav Malafeïev |     |
| 2                 | Aleksandr Anioukov    |     |
| 4                 | Ivica Križanac        |     |
| 6                 | Nicolas Lombaerts     |     |
| 14                | Tomáš Hubočan         |     |
| 15                | Roman Chirokov        |     |
| 18                | Konstantine Zyrianov  | 80e |
| 34                | Vladimir Bystrov      | 90e |
| 27                | Igor Denissov         |     |
| 10                | Danny                 |     |
| 11                | Aleksandr Kerjakov    | 83e |
|                   |                       |     |
| Remplaçants :     |                       |     |
| 20                | Viktor Faïzouline     | 77e |
| 99                | Maksim Kanounnikov    | 86e |
| 17                | Alessandro Rosina     | 90e |
|                   |                       |     |
| Entraîneur :      |                       |     |
| Luciano Spalletti |                       |     |

| ·               |                      |       |
| Titulaires :    |                      |       |
|                 |                      |       |
| 30              | Wojciech Kowalewski  |       |
| 17              | Denis Boukhriakov    |       |
| 24              | Arūnas Klimavičius   | 7275e |
| 3               | Dmitri Molosh        |       |
| 21              | Nikola Valentić      |       |
| 22              | Egor Filipenko       |       |
| 11              | Tomáš Čížek          | 61e   |
| 27              | Alekseï Aravine      |       |
| 14              | Aleksandr Degtiariov | 71e   |
| 8               | Aleksandr Makarenko  |       |
| 13              | Alekseï Medvedev     |       |
|                 |                      |       |
| Remplaçants :   |                      |       |
| 54              | Alekseï Vasiliev     | 61e   |
| 9               | Aleksandr Antipenko  | 71e   |
| 15              | Ivan Naguibine       | 75e   |
|                 |                      |       |
| Entraîneur :    |                      |       |
| Igor Kriushenko |                      |       |

| ·                 |                       |     |
| Titulaires :      |                       |     |
|                   |                       |     |
| 16                | Viatcheslav Malafeïev |     |
| 2                 | Aleksandr Anioukov    |     |
| 4                 | Ivica Križanac        |     |
| 6                 | Nicolas Lombaerts     |     |
| 14                | Tomáš Hubočan         |     |
| 15                | Roman Chirokov        |     |
| 18                | Konstantine Zyrianov  | 80e |
| 34                | Vladimir Bystrov      | 90e |
| 27                | Igor Denissov         |     |
| 10                | Danny                 |     |
| 11                | Aleksandr Kerjakov    | 83e |
|                   |                       |     |
| Remplaçants :     |                       |     |
| 20                | Viktor Faïzouline     | 77e |
| 99                | Maksim Kanounnikov    | 86e |
| 17                | Alessandro Rosina     | 90e |
|                   |                       |     |
| Entraîneur :      |                       |     |
| Luciano Spalletti |                       |     |

| ·               |                      |       |
| Titulaires :    |                      |       |
|                 |                      |       |
| 30              | Wojciech Kowalewski  |       |
| 17              | Denis Boukhriakov    |       |
| 24              | Arūnas Klimavičius   | 7275e |
| 3               | Dmitri Molosh        |       |
| 21              | Nikola Valentić      |       |
| 22              | Egor Filipenko       |       |
| 11              | Tomáš Čížek          | 61e   |
| 27              | Alekseï Aravine      |       |
| 14              | Aleksandr Degtiariov | 71e   |
| 8               | Aleksandr Makarenko  |       |
| 13              | Alekseï Medvedev     |       |
|                 |                      |       |
| Remplaçants :   |                      |       |
| 54              | Alekseï Vasiliev     | 61e   |
| 9               | Aleksandr Antipenko  | 71e   |
| 15              | Ivan Naguibine       | 75e   |
|                 |                      |       |
| Entraîneur :    |                      |       |
| Igor Kriushenko |                      |       |